# Protestantse kerk (Vlijmen)

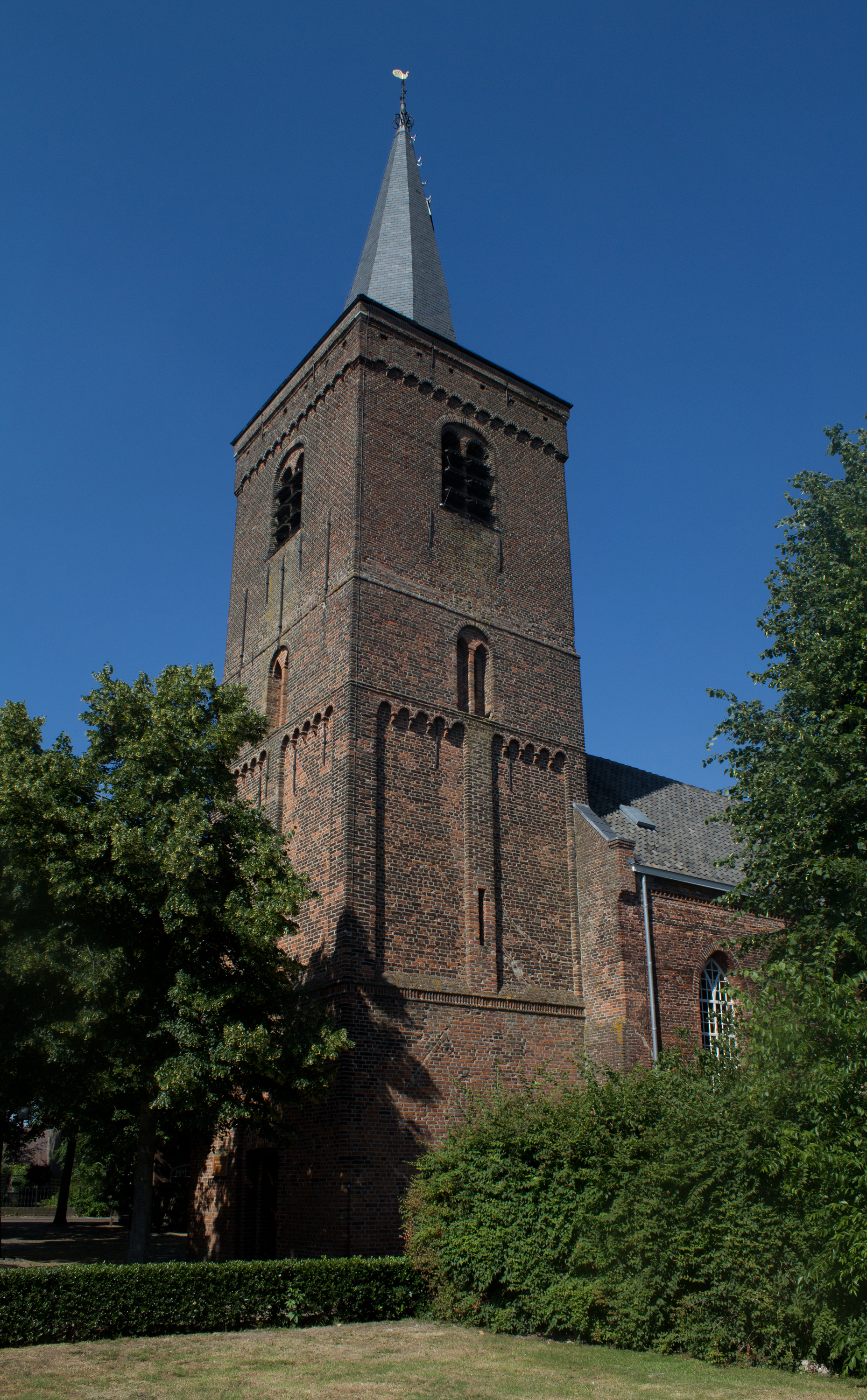
Protestantse kerk te Vlijmen

De protestantse kerk te Vlijmen gelegen aan Grote Kerk 20 is een historisch kerkgebouw waarvan de oudste delen uit de 13e eeuw stammen.

## Voorgeschiedenis
Reeds in 1285 werd er schriftelijke melding gemaakt van een kerkgebouw op deze plaats. Dit was gewijd aan Johannes de Doper, aldus verwijzend naar het Sint-Janskapittel te Luik, dat het patronaatsrecht van deze kerk bezat. Dit werd in 1285 overgedragen aan de Abdij van Berne. Uit dit alles volgt dat de kerk nog ouder moet zijn geweest. De twee onderste geledingen van de toren van de huidige kerk stammen nog uit de 13e eeuw. De lage derde geleding stamt ook uit die tijd. Hierin zaten de galmgaten. Binnenin de toren bevindt zich een gemetseld koepelgewelf, wat zeldzaam is voor de Noord-Brabant.
In 1543 werd de kerk "afgebrand" door de Geldersen onder bevel van Maarten van Rossum. Slechts de torenromp en een deel van de zuidmuur bleven toen overeind. Deze onderdelen zijn ook nu nog terug te vinden.
In 1544 werd de kerk hersteld. Daartoe zijn diverse kerkelijke goederen verkocht en werd voor die penningen een nieuwe kerk gebouwt, met een groot kruijschoor, waarvan het oxaal alleen over de 600 guldens gekost heeft, hetwelk in die tijd geen geringe somme was. De galmgaten werden opgevuld en de toren werd met een vierde geleding verhoogd. Er werd een gotische kruiskerk gebouwd, waarvan tegenwoordig slechts het schip nog bestaat.
Ook deze kerk kreeg het van oorlogsgeweld te verduren. Nu waren het de Staatse troepen onder leiding van Hohenlohe die in 1587 de Spanjaarden bevochten die zich in de kerk hadden verschanst. Die van binnen, dezelve niet willende overgeven, plantede hij enige stukken geschut op den dijk en begon alzo de kerk te beschieten, en opnieuw brandde de kerk af zonder dat daer van niet en bleev als de muere ende een gedeelte van den tooren.
In 1594 werd de kerk weer opgetimmert, maar nu in vereenvoudigde vorm, daar het dorp, door de gedurige oorlogen en sware belastingen zeer verarmt, de onkosten van eene geheele opbouwinge niet konde dragen. Aldus werd het kruiskoor niet meer herbouwd. Daarmee had de kerk haar huidige vorm gekregen, zij het dat ze nog een driezijdige koorafsluiting bezat. De kwaliteit van het werk was niet optimaal, zodat er veel onderhoud vereist was.

## Hervormde kerk
In 1610 kwam de kerk aan de hervormden. Ook zij moesten het nodige onderhoud verrichten. Het interieur werd verrijkt met een avondmaalstafel (1633), een kroonluchter (1639) en een preekstoel (1646). Voorts kwamen er klokken.
In 1672 was er opnieuw oorlog. De Franse troepen rukten op en toen is dit gereformeerde kerkgebouw door de troebele van den oorlog voor een groot gedeelte omver geschoten. Protestanten uit Noord-Nederland schoten te hulp om de kerk weer te herbouwen en in te richten. Hierbij werden gebrandschilderde ramen aangebracht. Uit deze tijd stamt ook het avondmaalsstel. Dan is er in 1719 nog een torenbrand geweest. Hierbij zijn de klokken verloren gegaan. De nieuwe aangebrachte klokken werden in 1943 door de bezetter geroofd. De huidige achtkante torenspits werd in 1722 geplaatst.
In 1759 kwam de pastorie gereed die aan de achterkant tegen het koor aan was gebouwd, waarna in 1760 een ingrijpende verbouwing van de kerk plaatsvond. Hierbij werd onder meer de koorafsluiting en de zijbeuk gesloopt. De pastorie werd in 1808 hersteld en uitgebouwd en kwam geheel tegen de oostmuur van de kerk aan te staan. In 1773 kwam het doophek tot stand en er werden enkele rijkversierde banken geplaatst voor de notabelen. In 1867 werd een schot geplaatst waardoor een deel van de kerk werd afgescheiden. In dit deel werd in 1907 een consistoriekamer ingericht.
Tijdens de Tweede Wereldoorlog liep de kerk opnieuw schade op, en in 1951 werd ze hersteld. De kerkklok van de Hervormde kerk te Hedikhuizen, door de Duitsers gevorderd maar begraven en aldus gered, kwam in 1952 naar Vlijmen. Ze werd in 2007 in de kerkzaal geplaatst.

## Externe bron
- Protestantse kerk Vlijmen